# Јунски устанак (Литванија)
Јунски устанак (литв. Birželio sukilimas) био је кратак период у историји Литваније између између прве совјетске окупације и нацистичке окупације крајем јуна 1941. Отприлике годину дана раније, 15. јуна 1940, Црвена армија је окупирала Литванију и успоставила непопуларну Литванску ССР. Политичка репресија и терор су коришћени да би се ућуткали њени критичари и угушио сваки отпор. Када је Немачка напала Совјетски Савез 22. јуна 1941. године, разноврстан сегмент литванског становништва устао је против совјетског режима, прогласио је обновљену независност и формирао краткотрајну Привремену владу. Два велика литванска града, Каунас и Вилњус, пала су у руке устаницима пре доласка Вермахта. У року од недељу дана, немачка војска је преузела контролу над целом Литванијом. Литванци су дочекали Немце као ослободиоце од репресивне совјетске власти и надали се да ће Немци поново успоставити њихову независност или бар дозволити неки степен аутономије (слично као Словачкој Републици). Таква подршка није дошла од нациста, који су стално замењивали литванске институције сопственом администрацијом. Рајхскомесаријат Остланд је основан крајем јула 1941. године, а привремена влада лишена било какве стварне власти се распала 5. августа.

## Позадина и припреме
Године 1918. Литванија је стекла независност након Првог светског рата и Руске револуције и обезбедила своју државност током литванских ратова за независност. На почетку Другог светског рата, Литванија је прогласила неутралност, а њен Сејм је донео законе о неутралности.
У јуну 1940. литванска влада је безусловно прихватила совјетски ултиматум. Литванија је окупирана, трансформисана у Литванску ССР, и укључена у Совјетски Савез. Совјети су почели да спроводе различите политике совјетизације, укључујући национализацију приватне својине и масовна хапшења политичких активиста и других особа проглашеним „народним непријатељима“. На мети ових хапшења били су многи истакнути политичари (нпр. Александрас Стулгинскис, Леонас Бистрас, Антанас Меркис, Пранас Довидаитис, Петрас Климас), владини званичници, војни официри, чланови Литванског стрељачког савеза. Литванска армија је реорганизована у 29. стрељачки корпус Црвене армије. Совјети су такође затворили све некомунистичке културне, верске и политичке организације. Економска ситуација се стално погоршавала, а животни стандард опадао. Годину дана касније, само недељу дана пре устанка, око 17.000 Литванаца, углавном интелигенције, одведено је са целим породицама и депортовано у Сибир, где су многи страдали због нехуманих услова живота (види Јунска депортација). Био је то једини велики догађај који је подстакао народну подршку устанку. Та трагедија је у почетку такође стекла позитивну предиспозицију за немачку инвазију. Људи који су избегли депортације или хапшења спонтано су се организовали у наоружане групе, скривали се по шумама и чекали шири устанак.
Крајњи циљ Литванског активистичког фронта (ЛАФ), формираног у јесен 1940. године, био је поновно успостављање независности Литваније. Под командом Казиса Шкирпе у Берлину, ЛАФ је настојао да уједини литвански отпор и организује и сачува ресурсе за планирани устанак против Совјета. Деловао је као кровна организација и многе групе су користиле назив ЛАФ иако нису биле повезане са ЛАФ-ом у Берлину. ЛАФ је основао свој војно-политички штаб у Вилњусу и организациони штаб у Каунасу. Комуникација и координација између ових центара у Берлину, Каунасу и Вилњусу била је прилично лоша. Штаб у Вилњусу је био погођен совјетским хапшењима, посебно почетком јуна 1941, и у великој мери је угашен. Већина тих ухапшених активиста погубљена је у децембру 1941. године у Совјетском Савезу.
У марту 1941. ЛАФ у Берлину је објавио меморандум под називом Brangūs vergaujantieji broliai (Драга браћо у ропству), са упутствима о томе како да се припреме за предстојећи рат између Немачке и Совјетског Савеза. Од устаника је затражено да обезбеде стратешке објекте (затворе, пруге, мостове, чворишта, фабрике итд.), чувајући их од потенцијалних саботажа Црвене армије у повлачењу, док би Централни штаб организовао Привремену владу и прогласио независност. У априлу је састављен списак чланова Привремене владе, која ће прогласити независност Литваније. Премијерско место резервисано је за Шкирпу, четири министра су била из Вилњуса, шест из Каунаса, а један из Берлина. Чланови су представљали широк спектар предратних политичких партија и, као такви, тврдили су да представљају већину литванског народа. Сугерисано је да нису сви именовани министри знали за њихова предложена именовања у Привременој влади. Нацистичке власти у Берлину су 14. јуна инсистирале да Шкирпа и његови активисти не формирају никакву владу нити дају било какве јавне изјаве без њиховог претходног одобрења. Шкирпа је на то пристао, али је имао врло мало контроле над активистима у самој Литванији.

## Јунски револт

### Немачко напредовање и совјетско повлачење
У 3:15 часова 22. јуна на територију Литванске ССР извршиле су инвазију две групе немачких армија које су напредовале: Група армија Север, која је заузела западну и северну Литванију, и Група армија Центар, која је заузела већи део Вилњушке области. Немци су сакупили око 40 дивизија, 700.000 војника, 1.500 тенкова и 1.200 авиона за напад на Литванску ССР. Совјети су у Балтичком војном округу имали око 25 дивизија, 400.000 војника, 1.500 тенкова и 1.344 авиона. На територији Литваније налазило се 7 стрељачких и 6 моторизованих дивизија из 8. и 11. армије.
Прве нападе Луфтвафе је извршио на аеродроме и литванске градове (Кедајњај, Расејњај, Кармелава, Паневежис, Јурбаркас, Укмерге, Шјауљај, и друге). Ови напади су однели животе око 4.000 цивила. Већина авиона совјетских ваздухопловних снага уништена је на земљи (322 авиона су изгубљена у ваздуху наспрам 1.489 уништених на земљи). Немци су брзо напредовали наилазећи само на спорадичан отпор Совјета код Расејњаја, Шјауљаја а имали су и подршку Литванаца. У бици код Расејњаја, Совјети су покушали да изведу контранапад, појачани тенковима, али су претрпели велике губитке. У року од недељу дана, Немци су претрпели 3.362 жртве, али су контролисали целу Литванију. Совјетски губици су били велики и нису тачно познати, процењују се на 12–15 дивизија. Црвена армија је такође изгубила већину тамо стационираних авиона, тенкове, артиљерију и другу опрему.

#### Немачки и совјетски злочини
Упркос генерално пријатељском литванском ставу, Немци су извршили казнена погубљења. На пример, 42 цивила из села Аблинга су убијена као одговор на немачке погибије: Након што су два немачка стражара у Алитусу убијена од стране непознатих починилаца, нацисти су убили 42 литванска побуњеника. Терор у Алитусу се наставио до следећег дана: Немци су бирали мушкарце, старости 15–50 година, и стрељали их у групама од 20–25.
Међутим, Црвена армија која се повлачила извршила је пуно злочина. Око 4.000 политичких и криминалних затвореника, ухапшених током прве совјетске окупације, требало је да буде превезено у Совјетски Савез. НКВД је организовао масакре затвореника у Рајњају, Правјенишкесу, Паневежису. У Литванији је идентификовано укупно 40 локација масовних убистава. Многи други су убијени на путу до совјетских затвора. Највећи такав масакр догодио се у близини Червења у данашњој Белорусији. Списак жртава НКВД-а у Литванији, састављен током нацистичке окупације, укључује 769 људи који нису учествовали у устанку.

### Литванска побуна

#### У Каунасу
Устанак је почео рано ујутро 22. јуна 1941. године, првог дана рата. Главне снаге ЛАФ-а биле су концентрисане у Каунасу. У 10 часова ЛАФ је одржао састанак у Жалиакалнису, где су подељене дужности. Одлучено је да главни циљ није борба са Совјетима, већ обезбеђење града (тј. организација, установа, предузећа) и проглашење независности. До вечери 22. јуна Литванци су контролисали Председничку палату, пошту, телефон и телеграф, радио станице и радиофон. Контрола телефонских веза је омогућила Литванцима да искључе све познате комунистичке бројеве и разговарају једни са другима без лозинки или кодова. Совјети су саботирали радио станицу, па су радови на поправци обављени у ноћи са 22. на 23. јун. Резервне делове су достављали студенти медицине, превозећи их санитетским возилом. Упркос страховима од неадекватних литванских снага које чувају радио, ујутру 23. јуна Леонас Прапуоленис је прочитао декларацију о независности Литваније и списак чланова Привремене владе. Емисија је поновљена неколико пута на литванском, немачком и француском језику.
Ујутро 23. јуна 1941. устаници су извршили препад на совјетске оружарнице у Шанчјају, Панемунеу и Вилијампољу. Сада наоружани, Литванци су се раширили по целом граду. Вилијампољски мост преко реке Вилије добио је посебну пажњу устаника јер су очекивали да ће Немци ући у град преко овог моста. Када су Литванци стигли до моста, он је већ био ожичен експлозивом, а 40 совјетских војника и три оклопна возила штитили су мост и чекали прави тренутак за детонацију. Када су се Совјети мало повукли након што су се суочили са литванском ватром, Јуозас Савулионис је отрчао на средину моста, пресекао жице и тако га спасао од уништења. На повратку Савулионис је упуцан и убијен совјетском ватром, поставши једна од првих жртава устанка.
Мостове преко Њемена су прерано уништили Совјети који су се повлачили. Ово је приморало јединице Црвене армије у Сувалкији да заобиђу Каунас и тиме на нападну устанике у граду. Фабрика "Металас" постала је штаб устаника из Шанчјаја, који су покушавали да спрече совјетске војнике да чамцима пређу реку Њемен или да изграде понтонски мост. Током ових борби око 100 побуњеника је убијено, 100 совјетских војника (укључујући неколико официра) је заробљено, и велики плен опреме (укључујући три тенка којима нико није знао да управља) је заробљен. Друге групе су обезбеђивале полицијске станице, продавнице, складишта, покушавале да поново заведу општи ред у граду. Устаници су на брзину организовали сопствену полицију и ослободили око 2.000 политичких затвореника. Такође су организовали издавање дневног листа Į laisvę (Ка слободи). Командант 188. стрељачке дивизије Црвене армије пуковник Пјотр Иванов известио је штаб 11. армије да су током повлачења његове дивизије кроз Каунас "локални контрареволуционари из склоништа намерно и жестоко пуцали на Црвену армију, при чему су претрпели велике губитке војника и војне опреме".
Дана 24. јуна 1941. године тенковске јединице Црвене армије у Јонави добиле су наређење да преузму Каунас. Устаници су радиом позвали Немце у помоћ. Јединице су бомбардоване од стране Луфтвафеа и нису стигле до града. То је била прва координирана литванско-немачка акција. Први немачки извиђачи, поручник Флохрет и четири редова, ушли су у Каунас 24. јуна и нашли га у пријатељским рукама. Дан касније главне снаге су умарширале у град неометано и готово парадно. Дана 26. јуна немачкој војној команди је наређено да распусти и разоружа побуњеничке групе. Два дана касније, литванске страже и патроле такође су разрешене дужности.
Према саморегистрацији у јулу, било је око 6.000 побуњеника, спонтано организованих у 26 група у Каунасу. Највеће групе су бројале 200–250 мушкараца. Укупне литванске жртве у Каунасу процењују се на 200 мртвих и 150 рањених.
- Активисти ЛАФ-а предводе ухапшеног комесара Црвене армије у Каунасу.
- Активисти ЛАФ-а прегледају тенк Т-38 Црвене армије у Каунасу.
- Литвански активисти у Каунасу 25. јуна 1941. године.
- Литвански активисти у Шанчјају, Каунас.
- Литвански устаници предводе разоружане војнике Црвене армије у Каунасу.

#### У Вилњусу
У Вилњусу, ЛАФ (којим је командовао Витаутас Булвичијус) је десеткован совјетским хапшењима непосредно пре рата и Литванци су чинили само малу мањину градског становништва. Због тога је устанак био мањег обима и почео је 23. јуна. Устаници су заузели пошту, радио станицу и друге установе, а над Гедиминовим торњем истакли су литванску заставу. Било је релативно лако преузети контролу над Вилњусом јер се већина јединица Црвене армије налазила изван њега и прилично брзо се повлачила. Прве немачке јединице ушле су у град 24. јуна. 7. тенковска дивизија, којом је командовао Ханс фон Функ, очекивала је да ће Црвена армија пружити отпор у Вилњусу и планирала је да бомбардује град.
У 29. стрељачком корпусу, формираном након распуштања литванске војске 1940. године, било је око 7.000–8.000 етничких Литванаца. Већина њих је дезертирала и почела да се окупља у Вилњусу од 24. јуна. Совјетска 184. стрељачка дивизија, дислоцирана код Варене, била је једна од првих која се суочила са напредујућим Немцима. Искористивши хаос међу совјетским официрима, Литванци су се уз мало губитака одвојили од главног корпуса и окупили се у Вилњусу. Само 745 војника 184. стрељачке дивизије стигло је до Совјетског Савеза. Совјетској 179. стрељачкој дивизији је наређено да се повуче из Пабраде–Швенчјонељаја према Пскову. Дана 27. јуна дивизија је прешла литванску границу и литвански војници су се побунили. Најмање 120 Литванаца је убијено у разним пуцњавама док су покушавали да дезертирају. Око 1.500 до 2.000 војника (од 6.000) 179. стрељачке дивизије стигло је до Невеља. Литванци су се надали да ће ови дезертери чинити језгро нове литванске војске; међутим, трупе су организоване у полицијске батаљоне и Немци су их ангажовали за своје потребе, укључујући и вршење холокауста.
- Зграде у Вилњусу са истакнутим литванским заставама
- Совјетски ратни заробљеници у пратњи немачких војника у Виљнусу, јун–јул 1941.
- Литвански побуњеници (ЛАФ) и војници литванске војске на Катедралном тргу у Вилњусу након што је град ослобођен од Совјета
- Литвански војници, ослобођени из бившег литванског корпуса Црвене армије, срдачно дочекани у Вилњусу, Литванија
- Литвански побуњеници (ЛАФ) патролирају улицама Вилњуса, Литванија

#### На другим местима
Устанак се проширио и на друге градове, варошице и села. Ниво побуњеничких активности је увелико варирао широм Литваније, а устанак је био мање организован, више спонтан и хаотичан. Мушкарци су се придружили устанку иако никада нису чули за ЛАФ или организовани отпор у Каунасу. У већини области побуњеници су следили образац постављен у Каунасу и Вилњусу: преузели контролу над локалним институцијама (што је најважније, полицијом) и обезбедили друге стратешке објекте. Побуњеници су такође хапсили совјетске активисте, ослобађали политичке затворенике и постављали литванске заставе. Готово свуда се осећао недостатак оружја и муниције; главни начин за набавку оружја био је разоружавање предатих совјетских трупа. Највише активних устаника било је у окрузима Швенчјониса, Мажејкјаја, Паневежиса и Утене. У неким областима, попут Шјауљаја, није било приметних побуњеничких активности. Када би Немци ушли у насеље, разоружали би устанике. Међутим, неке локалне институције (полиција, разни комитети) које су устаници дефакто основали касније су легализоване дејуре.
Током совјетске ере, побуњеници су били прогањани, а устанак је цензурисан из историјских књига. Мемоари и студије које су објавили углавном Американци литванског порекла процењивали су укупан број литванских активиста на 90.000 или 113.000, а жртве на 2.000 или 6.000. Након што је Литванија повратила независност 1990. и када су нови документи постали доступни, историчари су ревидирали процене на 16.000–20.000 активних учесника и 600 жртава. Већина побуњеника били су младићи, од 18 до 25 година. Совјетски губици се процењују на 5.000 људи.

## Независност и привремена влада
"Пажња! Пажња! Говори Каунас. Независна Литванија. Декларација о обнављању независности Литваније. Формирана привремена влада новонастале Литваније изјављује да обнавља слободну и независну државу Литваније. Пред чистом савешћу цео свет, млада држава Литванија са ентузијазмом обећава да ће допринети уређењу Европе на новим основама. Литвански народ, измучен бруталним бољшевичким терором, одлучио је да своју будућност гради на основу националног јединства и социјалне правде."

— Леонас Прапуоленис, прво саопштење Привремене владе преко недавно заробљеног радија у Каунасу.
Дана 23. јуна 1941. у 9:28 на радију у Каунасу је пуштена Химна Литваније, национална химна Литваније. Члан ЛАФ-а Леонас Прапуоленис прочитао је декларацију о независности Atstatoma laisva Lietuva (Слободна Литванија је обновљена). Прапуоленис је најавио чланове Привремене владе и замолио народ да чува јавну и приватну имовину, раднике да организују заштиту фабрика, јавних установа и других важних објеката, а полицајце да патролирају својим територијама чувајући општи јавни ред. Порука је неколико пута поновљена на литванском, немачком и француском.
Први састанак Привремене владе одржан је 24. јуна. Активиста ЛАФ-а Јуозас Амбразевичијус заменио је Казиса Шкирпу, који је био у кућном притвору у Берлину, на месту премијера. Нова влада је покушала да преузме пуну контролу над земљом, успостави проглашену независност и започне кампању десовјетизације. Током шестонедељног постојања донето је преко 100 закона, од којих су неки унапред припремљени, који се баве денационализацијом земљишта, предузећа и непокретности, обнављањем локалних административних јединица, формирањем полиције и другим питањима. Влада није имала власт у Вилњушком региону, под контролом друге армијске групе. У нади да ће опстати влада је у потпуности сарађивала са нацистичким властима.
Немци нису признали нову владу, али такође нису предузели никакве радње за њено насилно распуштање (за разлику од владе Степана Бандере у Украјини). Немачка војна управа је у почетку толерисала активности владе јер није покушавала да преузме контролу над цивилним институцијама. Рајхскомесаријат Остланд, немачка цивилна управа (нем. Zivilverwaltung) основан је 17. јула. Уместо грубе силе, Цивилна управа је полако укидала владина овлашћења (на пример, није дозвољавала штампање њених декрета у новинама или емитовање радио саопштења) и заменила њене институције, приморавајући Привремену владу да се или самораспусти или да постане марионетска институција. Спремна да сарађује ако је то значило признање и неки привид аутономије, влада није пристала да постане инструмент немачке окупације. Влада се самораспала 5. августа након што је потписала протест против акција Немаца да узурпирају овлашћења литванске владе.

## Последице и контроверзе
Узурпација јавног живота настављена је и након распада Привремене владе. Литвански активистички фронт је забрањен у септембру 1941, а неки од његових вођа пребачени су у концентрационе логоре. У децембру је забрањена и последња легална партија Литваније, пронацистичка Литванска националистичка партија. Већина закона које је усвојила Привремена влада остала је на папиру. Међутим, неколико закона који су се тицали ствари без непосредног немачког интереса, укључујући локалну администрацију и образовање, имало је донекле дуготрајан ефекат. Влада је оставила развијену локалну администрацију, у којој су били Литванци. То је омогућило известан пасивни отпор када су немачке наредбе одозго могле бити блокиране одоздо. На пример, Литванци су се опирали регрутовању у Вафен-СС дивизију, квотама за присилни рад у Немачкој или германизацији литванских школа.
Упркос неуспеху у успостављању независности и оскудним дугорочним резултатима, устанак је био важан догађај. Као што је Казис Шкирпа резимирао у својим мемоарима, устанак је показао одлучност литванског народа да има сопствену независну државу и разбио мит да се Литванија добровољно придружила Совјетском Савезу у јуну 1940. године. Устанак је такође допринео неуобичајено брзом напредовању Немачке против Совјетског Савеза: стигли су до Пскова је за 17 дана. Догађаји из јуна 1941. такође су изазвали одређене контроверзе. У то време, литванске дипломате у иностранству, укључујући бившег председника Антанаса Сметона и Стасиса Лозораитиса, описали су устанак као "нацистички инспирисан". Ове изјаве су можда биле у покушају да се убеде Сједињене Државе, Велика Британија и друге западне силе да Литванија није савезник нациста. Привремена влада је критикована због својих антисемитских слогана и уредби, посебно Žydų padėties nuostatai (Правила о статусу Јевреја) од 1. августа. Њену војну јединицу убрзо су ангажовали нацисти у  масовним погубљењима литванских Јевреја у Каунашкој тврђави и у провинцијама. Преживели Јевреји и аутори оптужују припаднике ЛАФ-а, посебно у Каунасу, али и у другим градовима, за неселективне и језиве ексцесе према јеврејским становницима, често пре него што су нацисти стигли да преузму контролу, што је најзначајније изражено погромом у Каунасу.